# Краевая ободочнокишечная артерия
Краевая ободочнокишечная артерия (также называемая "Краевая (маргинальная) ветвь Драммонда", "Артерия Драммонда") - тонкая периферическая ветвь кровеносных сосудов, образованная анастомозом левой ветви средней ободочной артерии с терминальной частью восходящей ветви левой ободочной артерии. Идёт параллельно стенке кишки, от неё к кишке отходят прямые сосуды (лат. vasa recti). Присутствует в организме практически всегда, за очень редким исключением. Кровоснабжает ободочную кишку.
Наряду с ветвями внутренних подвздошных артерий она обычно достаточно велика для кровоснабжения прямой кишки. Из этого следует, что при хирургическом лечении аневризмы брюшной аорты нижнюю брыжеечную артерию можно к ней повторно не пришивать. 

## Критические участки

### Точка Гриффитса
Точка Гриффитса расположена районе селезёночного изгиба толстой кишки (левый угол или левый изгиб ободочной кишки). У 50% людей в этом месте краевая артерия Драммонда плохо развита, у 5% на участке в 1,5-3 см расположена "бессосудистая зона", где от артерии Драммонда не отходят прямые сосуды (vasa recti). В результате левые отделы толстой кишки и илеоцекальный угол участвуют в 75% случаев ишемического колита

### Точка Зудека
Точка Зудека расположена в районе ректосигмоидного перехода. Наиболее удаленная от магистральных артерий зона. Здесь идущая кольцом артерия Драммонда делает крутой поворот к центру, вследствие чего vasa recti имеют увеличенную длину. Ишемия в точке Зудека выявляется реже, чем в точке Гриффитса.
Кроме краевой ветви Драммонда, в организме могут наличествовать и другие варианты сосудистых дуг, кровоснабжающих селезёночный изгиб ободочной кишки.

## Дуга Риолана и артерия Мошковица
- Дуга Риолана (также известна, как "Аркада Риолана", "извилистая брыжеечная артерия") - располагается между средней третью левой ветви средней ободочной артерии и дистальными участками восходящей ветви левой ободочной артерии. В отличие от периферического анастомоза Драммонда, дуга Риолана - центральный анастомоз. При патологических состояниях, когда происходит сужение или закрытие просвета верхней или нижней брыжеечной артерии, возникающий градиент давления между сосудистыми зонами приводит к  весьма значительному расширению существующих центральных анастомозов.[3]
- Артерия Мошковица (англ: Moskowitz artery) - располагается между началом средней ободочной артерии и дистальной третью восходящей ветви левой ободочной артерии.

Примерно в 75% случаев в организме человека имеется только краевая ветвь Драммонда. Дуга Риолана встречается примерно в 20% случаев, артерия Мошковица - в 11%. В редких случаях могут присутствовать и дуга Риолана, и артерия Мошковица.

### Значение при хирургических операциях
Во время операций по удалению опухолей, либо наложения анастомоза при операциях по поводу рака прямой кишки может понадобиться мобилизация селезеночного изгиба. Для этого используется метод медиального доступа, при котором хирург попадает в малый сальник через бессосудистую зону, ограниченную снизу - вентральным краем поджелудочной железы, медиально - средней ободочной артерией и её средней ветвью, латерально - восходящей ветвью левой ободочной артерии, и сверху - сосудистой аркадой, располагающейся ближе всего к вентральному краю поджелудочной железы.
В случае, если у пациента есть только краевая ветвь Драммонда, то расстояние между вентральным краем поджелудочной железы и этой сосудистой дугой  составляет около 7см. Если присутствует дуга Риолана, то это расстояние уменьшается до 4,5 см, что несколько затрудняет операцию. В случае наличия артерии Мошковица это расстояние составляет всего 0,3 см, что фактически является противопоказанием к медианному доступу.